# Leyrat
Leyrat é uma comuna francesa na região administrativa da Nova Aquitânia, no departamento de Creuse. Estende-se por uma área de 18,32 km². Em 2010 a comuna tinha 144 habitantes (densidade: 7,9 hab./km²).